# Alessandro Aimar
Alessandro Aimar (Milano, 5 giugno 1967) è un ex velocista italiano, bronzo con la staffetta 4x400 m ai campionati mondiali indoor di Siviglia 1991, ove stabilì, con Vaccari, Petrella e Nuti, l'attuale record italiano con 3'05"51.

## Biografia
In carriera ha preso parte a due edizioni dei Giochi olimpici, Barcellona 1992 e Atlanta 1996, ottenendo come miglior risultato un 6º posto nella finale della staffetta 4x400 m a Barcellona.